# Paranormal Activity
Paranormal Activity es una película de terror sobrenatural de metraje encontrado estadounidense de 2007, escrita y dirigida por Oren Peli. El filme fue estrenado en Estados Unidos el 14 de octubre de 2007, durante el Screamfest Film Festival, y se exhibió en el Slamdance Film Festival el 18 de enero de 2008. La cinta se lanzó en diversas ciudades de EE. UU. el 9 de octubre de 2009, pero su estreno nacional fue cinco días después.
La historia se centra en una joven pareja conformada por Katie y Micah, que es atormentada por un ente paranormal en su propia casa. La cinta es presentada como un documental, usando el material registrado por la cámara que los protagonistas instalaron (de manera similar a las películas The Blair Witch Project y The Last Broadcast). Aunque esta vez, en vez de estar orientada a crear terror, se centra más en el suspenso.
La precuela de la primera película, Paranormal Activity 2, fue lanzada el 22 de octubre de 2010, y fue seguida por otra precuela titulada Paranormal Activity 3 el 21 de octubre de 2011. El 19 de octubre de 2012 se estrenó Paranormal Activity 4 secuela de la primera y la segunda película. El 21 de octubre de 2012 Paramount Pictures confirmó que en octubre de 2014 se estrenarían dos películas contando un desenlace y un spin-off latino, las cuales son Paranormal Activity: The Ghost Dimension y Paranormal Activity: The Marked Ones. En Japón, otra secuela no oficial fue estrenada, Paranormal Activity 2: Tokyo Night.

## Argumento
En septiembre de 2006, la joven pareja Katie Featherston (Katie Featherston) y Micah Sloat (Micah Sloat) se mudan recientemente a una nueva casa en San Diego. Katie afirma que un "mal" la ha perseguido periódicamente desde la infancia y cree que todavía la está siguiendo. Cada noche, Micah monta una cámara de video en un trípode en su habitación para grabar cualquier actividad que ocurra mientras duermen. La primera noche, la cámara graba los ruidos de unos pasos corriendo por el pasillo. Katie contrata al psíquico Dr. Fredrichs (Mark Fredrichs), que evalúa que no está siendo perseguida por un fantasma común, sino por un fantasma demoníaco (demonio).
Él dice que el demonio se alimenta de energía negativa y su intención es atormentar a Katie sin importar dónde vaya. Él aconseja ponerse en contacto con el demonólogo Dr. Johann Abrams. Aunque Katie parece interesada en la situación, Micah no lo toma en serio.
Durante la tercera noche, la cámara capta un ruido sordo y la puerta del dormitorio cruje en movimiento. En la quinta noche, ruidos demoníacos se escuchan antes de que Katie se despierte de una pesadilla, justo antes, un golpe fuerte se escucha desde la sala de estar. Micah comienza a insultar al demonio y empeora la situación. En la noche 13, Katie se despierta con un ruido en el pasillo antes de que un grito y un ruido sordo. La araña se encuentra balanceándose cuando investigan las escaleras. Micah después captura un gruñido demoníaco con una grabadora de voz. Durante la noche 15, Katie se levanta y mira dormir a Micah durante dos horas antes de salir a la calle para sentarse en el columpio del patio trasero. Micah intenta convencer a Katie a entrar, pero ella se niega. 
Cuando Micah va dentro para sacarle una manta, se oye un ruido en la habitación y encuentra en el dormitorio la TV encendida. Micah entonces se sobresalta por Katie, quien lo siguió al interior, pero dice que él la despertó. Katie no recuerda nada al día siguiente.
Katie, irritada por la respuesta de Micah a la situación, se vuelve furiosa cuando Micah trae a casa un tablero de Ouija a pesar de las advertencias del Dr. Fredrichs. Los dos se van de la casa esa noche, dejando el tablero Ouija en la sala de estar. Las cortinas y las plantas comienzan a volar alrededor y el planchette del tablero Ouija se mueve por sí solo y produce un pequeño incendio que hace estallar el tablero y luego se apaga repentinamente.
Durante la noche 17, Micah rocía polvo de talco en el pasillo y cuando la pareja despierta con los ruidos, encuentran huellas, no humanas, que conducen a la habitación del ático. En el ático, Micah encuentra una fotografía quemada de Katie cuando era niña, y que ella pensaba que se había destruido en un incendio sin explicación en su casa cuando Katie tenía ocho años de edad. En la noche 18, pasos fuertes despiertan a la pareja y los oyen salir corriendo de la habitación dando un portazo. El demonio continúa cerrando y golpeando la puerta cuando salen a investigar.
Mientras la pareja está comiendo, se oye un ruido arriba y se apresuran a investigar. Katie encuentra su foto con el marco roto justo en la cara de Micah. El Dr. Abrams no está disponible por lo que Micah finalmente accede a invitar al Dr. Fredrichs que viene en su lugar. A su llegada, el Dr. Fredrichs tiene inmediatamente una sensación de temor y se disculpa por tener que marcharse a pesar de sus súplicas por su ayuda, afirmando que su presencia solo hace que el demonio se enfade aún más. Durante la noche 19, las sábanas se mueven, la luz del ropero parpadea y una sombra que se ve en la puerta respira a Katie en la cara antes de que se despierte. Micah descubre en internet a una mujer llamada Diane (Ashley Palmer) de la década de 1960 con la misma e inquietante historia y que fue poseída durante un exorcismo y se suicidó.
Katie se retira de la habitación y va hacia el ropero poseída por una fuerza desconocida durante la noche 20, y descubre marcas de mordeduras en su espalda. Más tarde, Micah encuentra a Katie agarrando una cruz con tanta fuerza que hace sangrar su palma. Justo cuando ya planearon irse a un motel, Katie insiste en que va a estar bien ahora, su voz suena con otra voz a la par con la suya. La siguiente noche Katie se levanta de la cama y se coloca mirando a Micah durante aproximadamente dos horas y luego ella baja las escaleras. 
Tras un momento de silencio, Katie grita el nombre de Micah (cuando Katie grita es porque vio a un extraño en su casa y era Héctor Estrella (Jorge Díaz) de Paranormal Activity: The Marked Ones cuando viajó al pasado a buscar a su amigo Jesse Arista (Andrew Jacobs)). Micah baja las escaleras, confundido, para calmar a Katie (coincidiendo con el spin-off). La cámara graba a Katie gritando sin cesar. Entonces Katie deja de gritar y un silencio breve es seguido por el sonido de pasos pesados subiendo las escaleras. Después de otro breve silencio, el cuerpo de Micah es lanzado violentamente hacia la cámara y lo derriba hacia un lado y revelando a Katie de pie en el umbral. Luego poco a poco entra en la habitación, con su ropa empapada de sangre (debido a que lo apuñaló). Se agacha y olfatea el cuerpo de Micah y lentamente mira a la cámara con una sonrisa socarrona. A medida que se lanza hacia la cámara, su rostro adquiere un aspecto demoníaco con la escena pasando a negro. Dice un texto epílogo que el cuerpo de Micah fue descubierto por la policía el 11 de octubre de 2006, y que el paradero de Katie sigue siendo desconocido.

## Reparto
- Katie Featherston como Katie
- Micah Sloat como Micah
- Mark Fredrichs como Dr. Fredrichs
- Amber Armstrong como Amber
- Ashley Palmer como Diane

## Final y finales alternativos
El final que se mostró en los cines es cuando Katie se levanta de la cama y sale de la habitación y luego se escucha que grita: "Micah", el sale a buscarla, después no se oye nada y solamente se escuchan pasos como que están subiendo las escaleras y empujan a Micah hacia la cámara con una fuerza sobrehumana matándolo; luego Katie entra a la habitación, mira a la cámara mostrando una expresión demoniaca mientras sonríe a la cámara. Este final también se muestra en los canales de televisión cuando pasan la película para seguir la secuela (Paranormal Activity 2).
Uno de los finales alternativos es el que se mostró en el Screamfest Film Festival; es cuando Katie se levanta de la cama y sale de la habitación y luego se escucha que grita: "Micah", él sale a buscarla y lo matan, ella vuelve a la habitación con un cuchillo, mira a la cámara y se corta totalmente el cuello matándose a sí misma.
Y el otro es cuando Katie se levanta de la cama y sale de la habitación y luego se escucha que grita: "Micah", él sale a buscarla y lo matan; ella vuelve a la habitación sola, se sienta al lado de la cama en el piso en posición fetal, pasan las horas hasta que entra la amiga de Katie a la casa y al parecer ve el cuerpo de Micah, solo se escuchan los gritos de la amiga y después ella huye de la escena. Katie sigue en la habitación, pasa un día hasta que llega la policía y comienzan a revisar en los cuartos de abajo hasta que suben a la habitación y Katie se pone en pie con el cuchillo (ya no poseída) y pregunta por Micah, los policías le dicen que suelte el cuchillo, pero ella no lo hace y finalmente uno de los policías dispara a Katie matándola.

## Producción
El debutante director, Oren Peli, sintió miedo a los fantasmas durante toda su vida, pero intentó convertir ese temor en algo positivo y productivo. A Peli le tomó un año preparar su propia casa para la filmación: pintó paredes, añadió muebles, instaló alfombras y construyó una escalera. Durante ese período, también realizó una profunda investigación sobre fenómenos paranormales y demonología. La idea de transformar al fantasma de la historia en un demonio surgió de una investigación que señalaba que los entes más malévolos y violentos son justamente los «demonios». Los fenómenos en la película suceden principalmente durante la noche, porque, según Peli, la vulnerabilidad al estar dormidos toca los temores más fundamentales del ser humano.
Concentrándose en la credibilidad y en la autenticidad, Peli decidió filmar todo con una cámara de video casera. Para prescindir de camarógrafos y para añadir un formato más crudo y estacionario, la cámara estuvo casi siempre instalada en un trípode o en otros lugares. Peli dijo que el diálogo era «natural» porque no hubo guion. De hecho, a los actores se les dio pistas de la historia y de las situaciones para que improvisaran, una técnica que también fue usada en la exitosa película The Blair Witch Project.
Para hacer el casting de la película, Peli audicionó a cientos de personas antes de conocer a los actores Katie Featherston y Micah Sloat. Originalmente, los audicionó individualmente y luego los llamó para que hicieran una prueba juntos. También se destaca que los nombres de los protagonistas es el mismo que el de los actores.
Con un presupuesto de USD $15.000, una cámara de video y sin estudios formales de cine, Peli comenzó la grabación. La película fue filmada en la antigua casa del director en Rancho Peñasquitos, un suburbio de San Diego, California. Aunque el director quería que la historia fuera «entregada» a los actores tal como él la había concebido, las escenas fueron grabadas fuera de secuencia debido a la escasez de tiempo (la agenda de filmación tenía solo siete días).
Afortunadamente, Micah Sloat, que participó en la mayoría de las escenas junto a Katie, era un antiguo camarógrafo en la estación de televisión de su universidad. Según Peli, el filme fue grabado día y noche, era editado al mismo tiempo y los efectos especiales eran aplicados mientras el material era terminado por los actores. Una semana más tarde, la película estaba lista.

### Postproduccióny retrasos
Una vez terminado el filme, Peli firmó con la agencia Creative Artists. Exhibieron la película en el 2007 durante el Screamfest Horror Film Festival y, como resultado, comenzaron a repartir DVD a todas las empresas que quisieran distribuirla. Paranormal Activity no vio la luz hasta el 2009, cuando el ejecutivo de Miramax Films, Jason Blum, y su colega productor, Steven Schneider, la vieron. Trabajando con Blum, Peli editó la cinta para acortarla y suavizarla, pero algunos problemas surgieron: el Festival de Cine de Sundance no la aceptó y, aunque el Slamdance Film Festival sí lo hizo, ninguna compañía la seleccionó para distribuirla a gran escala.
En el 2008, el DVD terminó en Dreamworks y fue visto por el ejecutivo de producción, Ashley Brooks. Brooks quedó tan impresionado con la película, que le insistió al jefe de producción, Adam Goodman, que la viera. Goodman, a su vez, se la llevó a Stacey Snider, jefa del estudio. Ellos también quedaron impactados por el filme y le llevaron el DVD al director Steven Spielberg, quien lo vio en su casa.
Steven Spielberg regresó al día siguiente a Dreamworks con la película envuelta en una bolsa de basura, porque pensó que estaba maldita. De acuerdo a Spielberg, minutos después de ver Paranormal activity, las puertas de su habitación se cerraron solas y no pudo salir hasta que llegó un cerrajero. A pesar de todo, a Spielberg le gustó el filme y le dio luz verde a una nueva versión que sería producida por Jason Blum y dirigida nuevamente por Oren Peli.
Paramount Pictures adquirió los derechos nacionales de la película y los derechos internacionales de potenciales secuelas por USD $300.000. El acuerdo para el filme estipulaba que Oren Peli sería el director y que el DVD incluiría la versión original de la película para que el público viera cómo era la obra inicialmente. Durante las negociaciones del contrato, Blum y Peli acordaron exhibir Paranormal Activity solo una vez a un público real para ver su reacción. Como parte del pacto, Goodman invitó a varios guionistas a la exhibición para que sugirieran los elementos que había que añadir y quitar al guion de la nueva versión.
Durante la exhibición, la gente comenzó a retirarse de la sala. Goodman creía haber tomado una mala decisión, hasta que notó que se marchaban porque estaban asustados (algo similar a lo ocurrido en 1979 con la película Alien, el octavo pasajero). Fue en ese momento que Goodman desechó la idea del remake y decidió lanzar la versión original de la cinta.
El estreno del filme estaba planeado para el 2008, pero se retrasó debido al distanciamiento entre Dreamworks y Paramount Pictures. Mientras la película estaba en limbo, Oren Peli y Jason Blum la exhibieron en un cine de Santa Mónica para compradores internacionales y adolescentes, lo que permitió vender la cinta a 52 países diferentes. El negocio generado y el positivo «boca a boca» finalmente presionaron a Adam Goodman para lanzar la película en el otoño planificado.

## Estreno
El 25 de septiembre de 2009, Paramount Pictures decidió lanzar la película en 13 barrios universitarios de Estados Unidos. En su sitio web, el director Oren Peli invitó a los usuarios de Internet a «pedir» la exhibición del filme en la página Eventful.com. El lanzamiento de Paranormal activity marcó un hito, ya que nunca antes una compañía de cine importante había usado la publicidad viral para promover una de sus cintas. La película logró llenar 12 de las 13 salas en que fue exhibida. El 27 de septiembre de 2009, el blog del diario Los Angeles Times publicó que Paramount estaba planeando el estreno del filme en varios otros mercados, basándose en el éxito obtenido durante el lanzamiento inicial limitado. Al día siguiente, Paramount confirmó esta noticia a través de un comunicado de prensa en el sitio web oficial de Oren Peli. El comunicado anunciaba que el estreno de la película se expandiría a otros 20 mercados el viernes 2 de octubre de 2009. Esta lista incluía ciudades importantes que habían sido excluidas anteriormente, como Nueva York y Chicago.
El 3 de octubre de 2009 se supo que las 33 exhibiciones llevadas a cabo en los 20 mercados anunciados habían producido USD $500.000. Al día siguiente, Paramount Pictures anunció que la película tendría un lanzamiento limitado en 40 mercados exhibiéndola a toda hora (incluso después de medianoche). Éste estreno se realizó el viernes 9 de octubre de 2009.
El martes 6 de octubre, Paramount y Eventful.com anunciaron que Paranormal Activity sería estrenada a nivel nacional si se recibían 1.000.000 de «pedidos». El sábado 10 de octubre, a eso de las 1:35 a. m., el contador ya había llegado a la meta. Horas más tarde, Paramount anunció que la película se estrenaría oficialmente el 16 de octubre y luego llegaría a más salas de cine el día 23.

### Estreno en DVD
Paranormal Activity fue lanzada en DVD y Blu-Ray el 29 de diciembre de 2009. Incluye una versión alternativa del final de la película, diferente a la mostrada en cines. La versión muestra a Katie cortándose el cuello frente a la cámara, para luego derrumbarse en el suelo.

## Críticas
La película recibió favorables críticas de la prensa. La clasificación máxima en Metacritic es de 91, con una premisa de Owen Gleiberman, Entertainment Weekly diciendo: "Con su vibrador 'realmente está pasando', Paranormal activity resalta los 30 años de clichés de pesadillas. El miedo es real, está bien, porque el miedo está realmente en ti", y otro de Variety en el rango crítico de 80: "(Actividad) paranormal logra mantenerse desconcertantemente 'real'". En Rotten Tomatoes tiene 146 críticas 'buenas' sobre 179, y una calificación de 7/10.

## Temas relacionados

### Cómics digitales
En diciembre de 2009, un cómic digital de corta duración, titulado Paranormal activity: La búsqueda de Katie (Paranormal Activity: The Search for Katie) fue lanzado para el iPhone. Fue escrito por Scott Lobdell e ilustrado por Mark Badger. Fue sucedido por un segundo cómic titulado Un Estudio de Caso por el Dr. Johann Averys DMN (A Case Study by Dr. Johann Averys DMN).

### Paranormal Activity 2
El 25 de octubre de 2009, Paramount Pictures anunció que una secuela de la película está poniéndose en marcha. El director de la distribuidora Brad Grey, dijo: «Tenemos los derechos en todo el mundo de hacer Paranormal activity 2 y estamos esperando a ver si eso tiene algún sentido». El 3 de noviembre de 2009, el consejero delegado de Viacom, Philippe Dauman, explicó: «Dado que la siguiente secuela no tendría la misma sorpresa que Paranormal activity, será una buena clave para crear un método inteligente para una secuela... Nuestro equipo viene con el derecho creativo y el enfoque mercadotécnico».
El estreno de Paranormal activity 2 fue el 22 de octubre de 2010 en casi todo el mundo.

### Paranormal Activity 0

##### Tokyo Night
Secuela japonesa de "Paranormal Activity", la cual comienza justo donde termina la primera entrega, cuando una chica que ha estado visitando San Diego en un viaje de intercambio regresa a Japón con un espíritu maligno en su interior... Todo ello lo veremos a través de una grabación de una cámara doméstica.

### Paranormal Activity 3
La tercera parte de la saga se estrenó el 21 de octubre de 2011.
La tercera parte muestra los orígenes de la saga y se explica que la familia lleva la maldición en la sangre y no los dejará descansar hasta conseguir un efecto maldito.

### Paranormal Activity 4
Artículo Principal: Paranormal Activity 4
La cuarta entrega de la saga Paranormal Activity trata de una familia compuesta por los padres, una hija y un niño. Esta familia se aloja en un hogar, la cual esta enfrente de la que ahora habita Katie. El hijo menor de la familia, Wyat, se pone en contacto con el demonio, quien le dice que su verdadero nombre es Hunter.

### Paranormal Activity: The Marked Ones
Artículo Principal: Paranormal Activity: The Marked Ones
En abril de 2012, el creador de la serie Oren Peli, confirmó que estaba trabajando en la versión hispanoamericana de Paranormal Activity titulada The Oxnard Tapes, que incluiría referencias a temas católicos y un elenco hispanoamericano. Se han referido a esta película como una "prima" de la serie original, y no como un spin-off oficial o una secuela, y también se ha dicho que contará con el demonio de la serie de Paranormal Activity. Peli también confirmó que, aunque está siendo creada para el mercado latinoamericano, la película no será en español. Muchas escenas de Paranormal Activity 4 insinuaban el argumento de la película. El productor de la película Jason Blum confirmó en julio de 2013 que la película estaba casi terminada.  Más tarde fue denominada Paranormal Activity: The Marked Ones, y se espera que se estrene el 3 de enero de 2014 .Aunque a más intriga Paramount desea hacer una nueva versión cinematográfica igualmente latina al gran impacto que ha provocado cinematográficamente esta vez contara con actores colombianos y panameños entre ellos la Colombiana Laura Daniela Nuñez